# Hermagor (distrikt)
Hermagor är ett distrikt i Kärnten i Österrike och består av kommunerna Dellach, Gitschtal, Hermagor-Pressegger See, Kirchbach, Kötschach-Mauthen, Lesachtal och Sankt Stefan im Gailtal.
Distriktet som ligger i sydvästra Kärnten gränsar till Italien i söder och till Östtyrolen i väster. Floden Gail flyter genom distriktet. I distriktet finns även bergskedjorna Karniska alperna och Gailtalalperna.

Kommunerna i distriktet Hermagor